# Štvrtok na Ostrove
Štvrtok na Ostrove es un municipio del distrito de Dunajská Streda en la región de Trnava, Eslovaquia, con una población estimada a final del año 2024 de 1740 habitantes.
Se encuentra ubicado al sur de la región, cerca de los ríos Danubio y Váh, y de la frontera con Hungría y la región de Bratislava.

## Demografía
| Año        | 1994 | 2004    | 2014    | 2024    |
| ---------- | ---- | ------- | ------- | ------- |
| Población  | 1624 | 1733    | 1756    | 1740    |
| Diferencia |      | +6,71 % | +1,32 % | −0,91 % |

| Año        | 2023 | 2024    |
| ---------- | ---- | ------- |
| Población  | 1720 | 1740    |
| Diferencia |      | +1,16 % |